# Lijst van afleveringen van Heterdaad
Hieronder volgt een overzicht van afleveringen van Heterdaad, met per aflevering een korte inhoudelijke beschrijving.

## Seizoen 1
| Episodenummer | Seizoen | Titel | Gastrol(len)                                    | Uitzenddatum     |  |
| --- | ------- | ----- | ----------------------------------------------- | ---------------- |  |
| 1 | 1       |       | Nand Buyl, Koen De Bouw                         | 7 januari 1996   |  |
| Liddy Goderis, die volgens haar tuinman Marcel af en toe beroep doet op de diensten van gigolo Alex, wordt dood teruggevonden in haar huis. Het lichaam werd gewassen en het huis is volledig gepoetst. Haar dure juwelen zijn gestolen, maar de waardepapieren waar zoon André altijd veel interesse voor had, zijn niet verdwenen. |         |       |                                                 |                  |  |
| 2 | 1       |       | Sien Eggers                                     | 14 januari 1996  |  |
| Nadat inbreker Serge Graulus een bonthandelaar neerschiet, achterhaalt de BOB dat er in het bedrijf al verschillende mantels werden gestolen. Vandaar dat men een undercoveroperatie opstart om de bende op te doeken. Mevrouw Lamal neemt contact op met Matti: ze heeft bij een juwelier in de etalage haar onlangs gestolen ring herkend. Matti gaat op onderzoek, maar volgens de juwelier werd hem de ring verkocht door Petra Lamal. Daarbij komt dat Petra een relatie heeft met Serge en dat hij zich in Petra's huis verbergt. |         |       |                                                 |                  |  |
| 3 | 1       |       | Simone Milsdochter, Gert Lahousse, Wim Opbrouck | 21 januari 1996  |  |
| Steve Hoste heeft een relatie met Andrea Daniels. Op een avond geraakt hij in gevecht met Andrea's ex-vriend Martin Baeten. Volgens een getuige kwam Martin daarbij ongelukkig ten val waardoor hij overleed en is de doodsoorzaak geen rechtstreeks gevolg van een actie van Steve. Matti achterhaalt dat Andrea en Steve elkaar al veel langer kenden. Ze vermoedt dat Andrea bedrijfsgegevens moest doorspelen aan Steve en dat Martin, die in hetzelfde bedrijf als Andrea werkte, dat te weten was gekomen. Sylvain herinnert zich dat Steve vroeger meermaals werd opgepakt als relschopper en dat hij banden had met de Russische onderwereld. |         |       |                                                 |                  |  |
| 4 | 1       |       | Joost Wijnant, Fania Sorel,Paul-Emile Van Royen | 28 januari 1996  |  |
| Taxichauffeur Cyriel Stroobants is slachtoffer van roofmoord. De man had veel schulden en zijn huisbaas dreigde zelfs dat hij met zijn kinderen Carla en Rudy het huis moesten verlaten. Dezelfde avond is er nog een tweede overval waarbij bankbediende Mertens 20 000 Belgische franken afhandig werd gemaakt dewelke hij net bij een klant had opgehaald. Hoewel beide overvallen gelijkenissen vertonen, merkt Matti op dat Mertens zijn verklaring niet correct is. |         |       |                                                 |                  |  |
| 5 | 1       |       | Eddy Vereycken, Jan Van Hecke                   | 4 februari 1996  |  |
| Er werd ingebroken bij Hugo Platel, een handelaar in koolzaad. Er is een videoband vermist waarop kan afgeleid worden dat Europees ambtenaar Niederbacher gunstige contracten aanbood aan Platel om graangewassen binnen de Europese Unie te distribueren. Het schandaal wordt groter wanneer blijkt dat Platel en Niederbacher op de avond van de inbraak samen dineerden. Wanneer Niederbacher enkele dagen later dood wordt aangetroffen, lijkt het een wanhopige zelfmoord te zijn, maar het team van John Nauwelaerts is daar niet van overtuigd en stelt een grootschalig onderzoek in.                                                         |         |       |                                                 |                  |  |
| 6 | 1       |       | Johan Van Lierde, Ann Ceurvels, Tom Van Dyck    | 11 februari 1996 |  |
| Arno Collet pleegde een overval op juwelier Boumans waarbij Bouman’s dochter voor het leven werd verminkt. Arno kwam na voorarrest al vrij en wordt sindsdien gestalkt door Boumans. Wanneer niet veel later een andere juwelier wordt overvallen, verdenkt men de ondertussen spoorloze Arno. Uit nieuw onderzoek blijkt dat Boumans tijdens de overval op zijn winkel in bezit was van een lading illegale diamanten die hij wilde witwassen. |         |       |                                                 |                  |  |
| 7 | 1       |       | Bert André, Daan Hugaert                        | 18 februari 1996 |  |
| Legeroverste en vrouwenhater kapitein Colman woont in bij het gezin Godon. Vader Godon is omwille van een werkongeval als beroepsmilitair nu aan een rolstoel gekluisterd. Colman heeft het gezag in het gezin overgenomen en voedt Tamara Godon met harde hand op. Tamara wordt gewurgd in het park gevonden. Zij bleek regelmatig in een café te komen waar ze joints rookte en plots duiken er van haar ook naaktfoto’s op. Matti verdenkt Colman van de moord alhoewel er op de avond van de moord een jongeman zich in en rondom het park verdacht gedroeg. Deze jongeman wordt ondervraagd en zijn alibi is niet volledig correct.              |         |       |                                                 |                  |  |
| 8 | 1       |       | Loes Van den Heuvel, Pol Goossen                | 25 februari 1996 |  |
| Psychiater Oswald Nys doet regelmatig beroep op prostituées die hij martelt en vervolgens dwingt te zwijgen. Wanneer de illegale Afrikaanse Akkim tijdens zulke “vrijpartij” sterft, maakt Sylvie Van Dyck – ooit een slachtoffer van Nys - een afspraak bij de BOB. Daar daagt ze nooit op en haar lichaam wordt niet veel later aangetroffen in een appartement. |         |       |                                                 |                  |  |
| 9 | 1       |       | Johan Van Assche, Peter Van den Eede            | 3 maart 1996     |  |
| De BOB kan op zeer korte tijd een kleuter bevrijden die door zijn vader, Marco Beckers, werd ontvoerd. Marco beweert dat de stiefvader van het kind een zware crimineel en oplichter is die onder andere handelt in gestolen kunstvoorwerpen. De BOB onderzoekt de zaak en de door Marco aangeleverde bewijzen. Verder komt men tot de conclusie dat de stiefvader een verdachte was in een onopgeloste moordzaak op een antiquair. |         |       |                                                 |                  |  |
| 10 | 1       |       | Antje De Boeck, Josse De Pauw, Herbert Flack    | 10 maart 1996    |  |
| Juan werkte in de golfclub uitgebaat door Patrick Mariman, maar werd na een diefstal ontslagen. Omdat hij echter vrij was onder voorwaarden, werd de zaak in der minne geregeld. Nu heeft Juan de wagen van Patrick gestolen omdat hij er zeker van was dat er waardevolle voorwerpen in waren verborgen. Juan wordt neergeschoten en de sporen leiden naar Noel en Roger, twee vrienden van Juan. Zij zouden namelijk een deel van de buit krijgen. |         |       |                                                 |                  |  |

## Seizoen 2
| Episodenummer | Seizoen | Titel | Gastrol(len)                                                                               | Uitzenddatum     |  |
| --- | ------- | ----- | ------------------------------------------------------------------------------------------ | ---------------- |  |
| 11 | 2       |       | Tine Van den Brande, Johan Cleuren                                                         | 29 december 1996 |  |
| De doofstomme veertienjarige Nico Van Ham wordt door het team van John Nauwelaerts ondervraagd met behulp van een doventolk. Nico is getuige van een mislukte roofoverval waarbij een winkelbediende werd neergeschoten. Ook werd de zestienjarige Dennis Verdonck neergeschoten omdat hij wellicht de nummerplaat van de grijze Escort waarmee de overvaller reed, had gelezen. Nico past de details in zijn verhaal steeds aan waardoor Matti en Tibo van mening zijn dat de jongen iets achterhoudt. |         |       |                                                                                            |                  |  |
| 12 | 2       |       | Cyriel Van Gent, Jo Leemans                                                                | 5 januari 1997   |  |
| De BOB is op zoek naar de zoon van een procureur-generaal omdat deze een overval heeft gepleegd op Gustaaf Peeters en er met miljoenen aan Belgische Franken vandoor is. De BOB weet nog niet dat de jongeman niets met de zaak heeft te maken en zich momenteel in de bioscoop bevindt. De auto werd op de parking namelijk gestolen door Jos Van Mierlo en Danny Borré. Zij moeten hun schulden bij een Marokkaans dubieus kredietkantoor afbetalen. Gustaaf is een oudere, sukkelachtige man die bijverdient in een wisselkantoor. Dagelijks gaat hij op stap met een tas gevuld met miljoenen aan Belgische franken. Danny is dit via zijn moeder – die een relatie heeft met Gustaaf – te weten gekomen. |         |       |                                                                                            |                  |  |
| 13 | 2       |       | Karin Tanghe, Dirk Roofthooft                                                              | 12 januari 1997  |  |
| In een donker steegje wordt het lichaam van de verkrachte Nina Heylen gevonden. Onder het lijk ligt een tankkaart die eigendom is van Nicole Callens. Nicole beweert dat haar werkloze vriend René Stevens, geseind als agressieve dronkenlap, haar wagen nooit gebruikt. Al snel blijkt dat Nicole liegt. |         |       |                                                                                            |                  |  |
| 14 | 2       |       | Chris Lomme, Philippe van Kessel                                                           | 19 januari 1997  |  |
| Nadat Arnold Somville uit de gevangenis ontsnapt, verklaart celgenoot Dirk Van Hout dat Arnold wellicht de zaak van Dirks’ ouders zal overvallen. Dirk heeft Arnold verklapt dat daar voor drie miljoen aan Canadese Dollars verborgen ligt. Ondanks zaakvoerder Arthur over deze mogelijke overval wordt ingelicht, krijgt hij geen verdere politiebescherming. ’s Avonds wordt Arthur door Arnold opgewacht. Het geld blijkt ondertussen veilig bij de bank opgeborgen en uit frustratie schiet Arnold Arthur neer. De procureur is in alle staten en verwijt kapitein Bruno Snoeckx dat Arthur en zijn familie geen bescherming kreeg.                                                                     |         |       |                                                                                            |                  |  |
| 15 | 2       |       | Karel Vingerhoets, Katelijne Verbeke, Hugo Van den Berghe                                  | 26 januari 1997  |  |
| Paul Antonis wordt vermoord teruggevonden. Hij baatte samen met Marc De Laet een zaak in tweedehandsauto’s uit. Daarnaast verkochten ze ook schilderijen die ze tentoonstelden in hun showroom. Op de plaats delict werd Clément Goeminne gespot. Hij is een charmante man die gekend staat voor oplichting en ronselen van geld met prietpraat. Verder blijkt ook dat Paul een minnares heeft, Rita Coppens genaamd, waar hij net voor zijn dood heel wat geld aan spendeerde. |         |       |                                                                                            |                  |  |
| 16 | 2       |       | Hubert Damen, Tom Van Landuyt                                                              | 2 februari 1997  |  |
| Nachtwaker Hugo De Pauw schiet inbreker en voormalig werknemer Joel Mattijsen neer. De Pauw verklaart dat Joel uit was op 1 miljoen Belgische Franken dewelke in een kluis zit. Niet veel later wordt het geld effectief gestolen en een anonieme getuige meldt dat hij een witte wagen zag wegrijden. Deze wagen is eigendom van Joel’s zoon Frank. Frank pleit onschuldig van de diefstal: hij was enkel daar om zijn vader te wreken met de intentie De Pauw zijn strot over te snijden, maar bedacht zich op het laatste ogenblik. |         |       |                                                                                            |                  |  |
| 17 | 2       |       | Nolle Versyp, Marijke Pinoy                                                                | 9 februari 1997  |  |
| Tibo en zijn minnares Nadia zijn getuige van een vluchtmisdrijf. Door hun verklaring komt Nadia’s man achter deze affaire. De wijnwinkel van Raymond Kronenbergs wordt overvallen. Zijn zoon Raymond wil niet dat de BOB de overval onderzoekt omdat zijn gezin nogal incestueus blijkt te zijn. Niet veel later wordt een van de gestolen cheques door Raymonds zoon Filip uitgegeven in een supermarkt. |         |       |                                                                                            |                  |  |
| 18 | 2       |       | Christel Domen, Peter Rouffaer, Mark Vandenbos                                             | 16 februari 1997 |  |
| Op vraag van een koeriersbedrijf wordt een huiszoeking gehouden bij werkneemster Doris De Caluwé: er worden verschillende pakjes gevonden die zij achterhield om te verkopen. Met deze heling hoopte ze voldoende geld te verdienen voor een borstprothese. Een van de gevonden pakjes bevat heroïne waarvan Doris beweert hiermee niets te maken te hebben. De bestemmeling van het pakje is begrafenisondernemer Van Beek. Chris Van Beek verklaart dat hij zware gokschulden heeft bij Patrick Lemoine en nu door hem onder druk wordt gezet om te handelen in drugs. In ruil voor strafvermindering helpt Chris de BOB om het kopstuk van de bende op te pakken, maar dat loopt volledig uit de hand.     |         |       |                                                                                            |                  |  |
| 19 | 2       |       | Hilde Breda, Wim Danckaert, Damiaan De Schrijver, Lucas Vandervost, Hilde Wils, Ron Cornet | 23 februari 1997 |  |
| De beloftevolle voetballer Kevin Cauwenberghs, een jonge tiener, is spoorloos nadat hij van zijn trainer Roger Poelaert een strafronde moest lopen in het bos. Omdat de zoekactie van de BOB volgens Kevin’s oom Maurice niet snel genoeg verloopt, start Maurice zelf met een affichecampagne. Een anonieme tip leidt naar Peter Fonteyne, de leraar van Kevin. Wanneer blijkt dat Peter homoseksueel is, wordt hij door de rest van het dorp al snel aanzien als pedofiel. Peter beweert over een waterdicht alibi te beschikken. Dan vindt men het lijk van Kevin. |         |       |                                                                                            |                  |  |
| 20 | 2       |       | Hilde Breda, Wim Danckaert, Lucas Vandervost                                               | 2 maart 1997     |  |
| ‘’(vervolg van aflevering 19)’’ Het alibi van Peter Fonteyne blijkt te kloppen. Hij had een relatie met Guido Pauwels die twee weken eerder eindigde. Sindsdien wordt Peter regelmatig gespot in Brusselse homocafés tezamen met Zoran, een escort, ook op de avond van Kevin’s verdwijning. Tijdens dit onderzoek wordt het voor Matti duidelijk dat haar collega Willy regelmatig deze cafés bezoekt en wellicht ook homoseksueel is. Uit de autopsie van Kevin’s lichaam blijkt dat hij vol met steroïden, doping en spierversterkers zit waardoor de BOB hun ogen terug richt op het bestuur en de trainer van de voetbalploeg.                                                                           |         |       |                                                                                            |                  |  |

## Seizoen 3
| Episodenummer | Seizoen | Titel | Gastrol(len)                                                                        | Uitzenddatum     |  |
| --- | ------- | ----- | ----------------------------------------------------------------------------------- | ---------------- |  |
| 21 | 3       |       | Veerle Dobbelaere, Kurt Defrancq, Kurt Van Eeghem                                   | 25 januari 1998  |  |
| Kristien, een tijdelijke collega in het team van John Nauwelaerts ter vervanging van Sylvain die een breuk opliep, vindt in de toiletten van het station een zwaar ondervoede baby. Een van de aanwezigen in het station is Noël Proost die gekend is voor allerhande criminele feiten. Hij lijkt zich verdacht veel te bekommeren over het welzijn van de baby waardoor de BOB hem doorlicht. Daaruit blijkt dat Noël samenwerkt met een Bosnische maffiafamilie die handelt in illegale kinderadoptie. |         |       |                                                                                     |                  |  |
| 22 | 3       |       | Aafke Bruining, Jakob Beks, Olivier De Smet                                         | 1 februari 1998  |  |
| De getrouwde Colette Burggraeve wordt vermoord teruggevonden in een meubeldepot. Uit de autopsie blijkt dat ze verkracht werd en oesters en champagne had gegeten. Uiteindelijk moet haar beste vriendin Marleen toegeven dat zij en Marleen onder de naam “Mimi en Conny” hun diensten aanbieden aan mannen. Marleen bevestigt dat ze samen met hun klant aten in een restaurant, maar dat deze te dronken werd. Daarom ging Colette uiteindelijk mee met een zekere Lafère. Lafère bevestigt gemeenschap te hebben gehad met Colette, maar dat was in een hotelkamer. Daarna stapte ze in een wagen. Verder onderzoek toont aan dat Colette’s zoon Benny, die als kotstudent rechten een riant appartement huurt, op een of andere manier betrokken is. |         |       |                                                                                     |                  |  |
| 23 | 3       |       | Goele Derick, Herman Gilis, Charles Cornette                                        | 8 februari 1998  |  |
| Matti’s man Vic is met zijn baas Wim en vrouw Yolande op een feestje. Daar betrapt Vic Yolande tezamen met Leo Machiels in een compromitterende situatie hoewel zij hem niet gezien hebben. Wanneer Wim niet terugkeert na de vervanging van een gasfles, licht Vic zijn vrouw in over een mogelijke verontrustende verdwijning. De volgende dag wordt het lijk van Wim gevonden in een uitgebrande wagen. Zwerver Richarke laat uitschijnen meer te weten over het ongeval, maar zwijgt verder als een graf. |         |       |                                                                                     |                  |  |
| 24 | 3       |       | Carry Goossens, Pascale Michiels, Peter Van den Begin                               | 15 februari 1998 |  |
| Privédetective en tevens geschorste rijkswachter Andre Lamotte licht de BOB in over een roofoverval op een juwelierszaak. Daardoor lopen de overvallers bij het verlaten van de zaak in hun handen. Dit resulteert in een vuurgevecht waarbij een van de overvallers en een toevallige passant worden geraakt. De tweede overvaller vlucht weg met de buit. Dan blijkt dat Lamotte op een of andere manier samenwerkt met de overvallers want hij krijgt via een tussenpersoon van de gevluchte persoon de vraag om de juwelen te verpatsen. Lamotte doet hiervan aangifte bij de BOB in de hoop een fikse beloning en eerherstel te krijgen. |         |       |                                                                                     |                  |  |
| 25 | 3       |       | Frank Aendenboom, Els Olaerts                                                       | 22 februari 1998 |  |
| Katrien Paulus wordt in de klas door lerares Hilde De Bont betrapt met een fles sterke drank. Dit resulteert in een zoveelste strafstudie op woensdagnamiddag. Dan blijkt dat Katrien er net alles aan doet om niet naar huis te gaan. Wanneer Katriens’ vader Luc wordt vermoord, beweert Katrien dat haar vader kort voordien ruzie had met zijn zakenpartner Martin. Martin was ooit een celgenoot van Luc en na hun vrijlating begonnen ze samen een zaak in het wassen van ramen. |         |       |                                                                                     |                  |  |
| 26 | 3       |       | Vic De Wachter                                                                      | 1 maart 1998     |  |
| Een verdachte, die wordt bijgestaan door advocaat Piron, staat op het punt vrijgesproken te worden omdat John Nauwelaerts een procedurefout heeft gemaakt. De volgende dag wordt een medewerker van Piron vermoord. Het onderzoek komt in handen van het team van John. Matti ontdekt dat er zich nogal wat liefdesaffaires afspeelden binnen Piron’s praktijk. |         |       |                                                                                     |                  |  |
| 27 | 3       |       | Isabel Leybaert, Rik Van Uffelen, Marc Van Eeghem, Ugo Prinsen, Chiel van Berkel    | 8 maart 1998     |  |
| Eddy Vosberg wordt opgehangen gevonden. Zelfmoord kan niet want de bak bier die hij gebruikte om vanaf te springen, is niet hoog genoeg. Iemand moet hem bijgevolg hebben vermoord en hem daar hebben opgehangen. Al snel blijkt dat Eddy regelmatig van zijn schoonvader Aureel geld kreeg om zijn schulden, veroorzaakt door een gokverslaving, af te betalen. Daardoor kwam Aureels zaak op het bijna-faillissement en kon diens andere schoonzoon Johan de zaak voor een habbekrats kopen. |         |       |                                                                                     |                  |  |
| 28 | 3       |       | Jurgen Delnaet, Dora van der Groen, Tuur De Weert, Guusje van Tilborgh, Jappe Claes | 15 maart 1998    |  |
| Het team van Nauwelaerts staat op het punt een drugskartel op heterdaad te betrappen, maar de missie mislukt omdat Willy dringend moest plassen. Daarbij ontdekt Willy het lijk van een 53-jarige vrouw geboren in 1945. Autopsie wijst uit dat ze werd neergeschoten met een geweer dat dateert uit de Tweede Wereldoorlog. De vrouw heet Agnes Jageneau. De achternaam is van haar moeder en de identiteit van de vader is niet gekend waaruit men afleidt dat zij wellicht het kind is van een Amerikaanse soldaat die Brussel mee bevrijdde in 1944. Het moordonderzoek leidt naar antiquair Dieter Van Hoeck, een echte kenner van de Tweede Wereldoorlog. Hij beweert dat de vader van Agnes een Duitse soldaat was.                                |         |       |                                                                                     |                  |  |
| 29 | 3       |       | Fred Van Kuyk, Johan Heldenbergh, Wouter Bruneel                                    | 22 maart 1998    |  |
| Veearts Urbain Van Overbeke, een zeer invloedrijke man, werkt als keurder bij het Instituut voor Veterinaire Keuring (IVK). Hij heeft onlangs een partij runderen van veekweker Ronnie Ceulemans afgekeurd omdat de dieren sporen van clenbuterol bevatte. Deze stof werd door de rivaliserende veearts Frank Leuridan ingespoten. Uit wraak voor het afkeuren van zijn partij vee, vergiftigt Ronnie de paarden van Urbain met laurier. Niet veel later worden er lichaamsdelen gevonden in het kanaal. |         |       |                                                                                     |                  |  |
| 30 | 3       |       | Fred Van Kuyk, Johan Heldenbergh, Wouter Bruneel                                    | 29 maart 1998    |  |
| ‘’(vervolg van aflevering 29)’’ De lichaamsdelen in het kanaal zijn van Urbain Van Overbeke. De autopsie wijst uit dat hij een hartaanval had, maar er is geen enkele aanwijzing wat daarvan de oorzaak is. Leuridan heeft verder geen alibi voor de avond van de moord. Dan blijkt dat Leuridan een affaire heeft met een getrouwde vrouw. Haar man heeft een alcoholprobleem. Wanneer de man wordt opgepakt, valt Tibo op de spuit en komt er een vloeistof in hem waardoor hij een bijna-hartaanval krijgt. Deze vloeistof werd dus ook bij Urbain ingespoten. |         |       |                                                                                     |                  |  |

## Seizoen 4
| Episodenummer | Seizoen | Titel | Gastrol(len)                                                    | Uitzenddatum     |  |
| --- | ------- | ----- | --------------------------------------------------------------- | ---------------- |  |
| 31 | 4       |       | Lucas Van den Eynde, Gert Portael                               | 7 februari 1999  |  |
| Jan Stockmans wil met zijn vrouw Viviane en zoon Dennis vluchten naar Rio. Jan, een bestuurder van geldtransport, heeft zonet 70 miljoen Belgische Franken uit een transport gestolen en heeft vervalste Nederlandse paspoorten laten maken. Tot zijn ontsteltenis wil zijn vrouw niet mee. De BOB weet al zo goed als onmiddellijk hoe de vork aan de steel zit en arresteren Viviane om zo met haar een plan te beramen om Jan in een val te doen lopen. Dennis wordt tijdelijk ondergebracht bij een tante. Jan is echter inventief en ontvoert zijn zoon. Deze beslissing heeft tragische gevolgen. |         |       |                                                                 |                  |  |
| 32 | 4       |       | Mark Willems, Peter Bulckaen                                    | 14 februari 1999 |  |
| Het lichaam van Joyce Delfosse wordt op de parking van een discotheek gevonden met meerdere messteken. Omdat zij een gekende junkie is, wordt aangenomen dat drugsdealer Alain Cocks de dader is. Volgens Alain zit dan weer de uitbater van de discotheek achter de moord omdat Joyce er regelmatig voor overlast zorgde en zelfs het personeel beet. Ook de lokale politie wordt verdacht: agenten Patrick Bruneel en Jos Tanghe hebben eerder op de avond een alcoholcontrole vervalst toen Joyce met de auto van haar vriend Robbie Hermans reed. |         |       |                                                                 |                  |  |
| 33 | 4       |       | Antoine Van der Auwera, Marc Janssen, Gerda Marchand            | 21 februari 1999 |  |
| Een terrorist wil een aanslag plegen aan het parlementsgebouw in Brussel, maar wordt tijdig gedood door de BOB. Het dossier is daarmee afgehandeld tot wanneer Matti van de moeder van de dader wordt getipt dat politicus Marc Brabants en senator Jacques Van de Kerkhove mogelijk betrokken zijn in de zaak. Volgens haar heeft haar zoon niet direct iets te maken met een aanslag en werd hij door enkele Belgische politici in de val gelokt omdat hij over bezwarende informatie beschikte in het nadeel van de betreffende politicus en senator |         |       |                                                                 |                  |  |
| 34 | 4       |       | Maya Moreel, Silvia Claes, Rik Hancké, Peter Michel             | 28 februari 1999 |  |
| Vivi De Keyser, een topmodel bij Laurent Lanschot, werd gewurgd met een nylonkous. Volgens collega Vincent Glenisson was Bessie Luyten haar grote rivale. Wellicht heeft zij iets met de moord te maken, maar ook Viv’s vriend Michael De Roeck is een hoofdverdachte. Wanneer blijkt dat Willy een relatie had met Vincent, kan Willy niets anders doen dan zich openlijk te outen, iets wat Matti al lang doorhad. |         |       |                                                                 |                  |  |
| 35 | 4       |       | Magda Cnudde, Hans Ligtvoet, Gregory Caers                      | 7 maart 1999     |  |
| Tanja De Roover, studente communicatie, heeft een affaire met professor Rummens. Hij beloofde haar de examenvragen door te spelen waardoor zij niets leerde. Uiteindelijk besloot de professor dat niet te doen en tijdens het mondeling examen werd hij bijgestaan door zijn assistent Dirk Lauwerijs. Daardoor kon de professor ook geen fraude plegen. Het resultaat is dat Tanja niet slaagde. De volgende nacht wordt het lichaam van Tanja gevonden in een modderpoel en is een astmatische aanval de doodsoorzaak. De professor heeft geen sluitend alibi en Tanja’s moeder blijkt de professor te chanteren. Ook Tanja’s ex-vriend Steven Onsia komt onder vuur te liggen: hij zou de examenvragen van Tanja krijgen en studeerde daarom evenmin, waardoor hij nu ook is gebuisd. |         |       |                                                                 |                  |  |
| 36 | 4       |       | Leslie De Gruyter, René van Asten                               | 14 maart 1999    |  |
| Fernand Calliauw staat aan het hoofd van een dievenbende die auto’s steelt en overbrengt naar het buitenland. Een van zijn koeriers is Axel Blijweert, een drugsverslaafde. Tijdens zulk transport rijdt Axel een jongen aan. Axel laat de gestolen BMW achter bij het slachtoffer en pleegt daardoor vluchtmisdrijf. Hij zoekt hulp bij zijn vader, maar die gelooft hem niet en denkt dat zijn zoon enkel uit is op geld om drugs te kopen. De vader van het slachtoffer, Arnold Bakelant, wil niet meewerken met de BOB wegens de manier waarop John Nauwelaerts hem heel wat jaren geleden arresteerde. Arnold wil zelf het recht in handen nemen en de dader vinden. Niet veel later wordt Axel geëxecuteerd gevonden. |         |       |                                                                 |                  |  |
| 37 | 4       |       | Wim Opbrouck                                                    | 21 maart 1999    |  |
| Jose Matthijs wordt vermoord aangetroffen in haar huis door chiropractor Dirk Van Gelder. Jose is naakt en haar lichaam is bedekt met een veel te kleine jurk. Het onderzoek leidt naar een telemarketingbedrijf en meer bepaald Donald Blomme. Donald beweert nooit contact te hebben gehad met Jose. De moord doet denken aan een rituele seriemoordenaar: onlangs werd eenzelfde moord gepleegd waarbij het lijk ook werd bedekt met een niet-passende jurk. Dan blijkt dat de jurk die werd aangetroffen bij Jose eigendom is van het andere slachtoffer. Omdat Donald een rolmodel lijkt te zijn en er geen enkele vorm van ander bewijs is, zet men een val op en wordt Matti als lokaas ingezet. Blomme blijkt inderdaad de seriemoordenaar te zijn en Matti wordt net op tijd uit een wurging gered. |         |       |                                                                 |                  |  |
| 38 | 4       |       | Katelijne Damen, Karen Van Parijs, Bart Slegers                 | 28 maart 1999    |  |
| De schatrijke René Rasenberg werd met een jachtgeweer vermoord. De hoofdverdachten zijn zoon Antoine die zware schulden heeft, dochter Corinne die openlijk iedereen uitjouwt en zijn vriendin Rita waarvan sinds start van de relatie wordt gezegd dat ze een fortuinzoekster is. Ook de vader van Tibo is verdacht: hij ging met René regelmatig op jacht en is de laatste die hem levend had gezien. Daarna zou René naar de notaris gaan om zijn testament te laten wijzigen, maar is er nooit gearriveerd. |         |       |                                                                 |                  |  |
| 39 | 4       |       | Koen De Bouw, Cathérine Kools, Jana Kerremans, Johan Van Lierde | 4 april 1999     |  |
| Tieners Joke Prinsen en Bernadette Vaerewijck zitten regelmatig in het jeugdhuis en hebben gevoelens voor barman Kurt Van Kampenhout. Op een avond zijn ze daar enkel met hun gedrieën. Kurt stelt voor om een “gevaarlijk spelletje” te spelen. Daarbij legt Bernadette een scheermesje op tafel. De volgende dag doet Joke aangifte van geweld wat haar door Kurt werd aangedaan. Kurt wordt opgepakt, maar wordt vrijgelaten wegens een bevestigd alibi en verder gebrek aan concrete bewijzen. Joke’s broer Ulrich dreigt ermee om Kurt te vermoorden. Wanneer Kurt wordt vermoord, is Ulrich dan ook de eerste verdachte. Dan blijkt dat Joke’s moeder ooit een relatie had met Kurt. Ook Joke en Bernadette zijn hoofdverdachten omdat wraak hun motief zou kunnen zijn. De twee meisjes moeten dan opbiechten dat Kurt niets te verwijten valt en dat iemand anders Joke heeft afgeranseld. Kurt werd dus vermoedelijk omwille van een leugen gedood.       |         |       |                                                                 |                  |  |
| 40 | 4       |       | Johan Van Lierde, Cathérine Kools, Jana Kerremans, Chris Thys   | 11 april 1999    |  |
| ‘’(vervolg van aflevering 39)’’ Het moordwapen waarmee Kurt werd gedood, is gevonden. Het is een Indiaanse machete. Deze is eigendom van David De Preter, een lokale zanger. David bevestigt dat hij de vermoorde Kurt en de machete vond. Hij pleit onschuldig en lichtte de politie niet in omdat hij toch als dader zou worden aanzien. Jeroen Pauwels, een andere barman van het jeugdcentrum, doet een inbraak in de hoop de geheime agenda van Kurt te stelen. In die agenda staan heel wat aantekeningen, in geheimschrift, over allerhande donkere feiten van de dorpsbewoners waarmee Kurt hen makkelijk kon chanteren. Een van die roddels gaat over een meisje dat ooit in het gezin bij Bernadette leefde. Zij kwam te sterven nadat haar polsen met een scheermesje werden overgesneden. De zaak werd destijds afgedaan als zelfmoord, maar omwille van de aantekeningen in de agenda denkt de BOB nu dat iemand anders de polsen heeft overgesneden. |         |       |                                                                 |                  |  |